# Bambusicola (dier)
Bambusicola is een geslacht van vogels uit de familie fazantachtigen (Phasianidae).

## Soorten
Het geslacht kent de volgende soorten:
- Bambusicola fytchii – Bamboepatrijs
- Bambusicola sonorivox – Taiwanbamboepatrijs
- Bambusicola thoracicus – Chinese bamboepatrijs